# Pakistanische Frauen-Cricket-Nationalmannschaft in Irland in der Saison 2025
Die Tour der pakistanischen Frauen-Cricket-Nationalmannschaft in Irland in der Saison 2025 fand vom 6. bis zum 10. August 2025 statt. Die internationale Cricket-Tour war Bestandteil der Internationalen Cricket-Saison 2025 und umfasste drei WTwenty20. Irland gewann die Serie mit 2−1.

## Vorgeschichte
Irland spielte zuvor eine Tour gegen Simbabwe, für Pakistan war es die erste Tour in der Saison. Das letzte Aufeinandertreffen der beiden Mannschaften bei einer Tour fand in der Saison 2022/23 in Pakistan statt.

## Stadion
Das folgende Stadion wurde für das Turnier ausgewählt.
| Stadt                        | Stadion | Kapazität | Spiele       |
| ---------------------------- | ------- | --------- | ------------ |
| Clontarf Cricket Club Ground | Dublin  | 3.200     | 1. – 3. WT20 |

## Kaderlisten
Pakistan benannte seinen Kader am 23. Juli 2025.
Irland benannte seinen Kader am 1. August 2025.
| WTwenty20 | WTwenty20 |
| Irland | Pakistan |
| --- | --- |
| - Gaby Lewis (K) - Orla Prendergast (VK) - Ava Canning - Christina Coulter Reilly (wk) - Laura Delany - Amy Hunter (wk) - Arlene Kelly - Louise Little - Jane Maguire - Lara McBride - Cara Murray - Leah Paul - Freya Sargent - Rebecca Stokell | - Fatima Sana (K) - Waheeda Akhtar - Muneeba Ali (wk) - Najiha Alvi (wk) - Sidra Ameen - Diana Baig - Eyman Fatima - Gull Feroza (wk) - Tuba Hassan - Sadia Iqbal - Natalia Pervaiz - Aliya Riaz - Nashra Sandhu - Sadaf Shamas - Rameen Shamim - Shawaal Zulfiqar |

## Women’s Twenty20 International

### Erstes WTwenty20 in Dublin
| 6. August Scorecard | Dublin | Irland 142 (19.4)          | – | Pakistan 131-9 (20) |
|                     |        | Irland gewinnt mit 11 Runs |   |                     |

Pakistan gewann den Münzwurf und entschied sich als Feldmannschaft zu beginnen. Als Spielerin des Spiels wurde Orla Prendergast ausgezeichnet.

### Zweites WTwenty20 in Dublin
| 8. August Scorecard | Dublin | Pakistan 168-6 (20)          | – | Irland 171-6 (20) |
|                     |        | Irland gewinnt mit 4 Wickets |   |                   |

Pakistan gewann den Münzwurf und entschied sich als Schlagmannschaft zu beginnen. Als Spielerin des Spiels wurde Rebecca Stokell ausgezeichnet.

### Drittes WTwenty20 in Dublin
| 10. August Scorecard | Dublin | Irland 155-4 (20)              | – | Pakistan 156-2 (17.4) |
|                      |        | Pakistan gewinnt mit 8 Wickets |   |                       |

Irland gewann den Münzwurf und entschied sich als Schlagmannschaft zu beginnen. Als Spielerin des Spiels wurde Muneeba Ali ausgezeichnet.

## Auszeichnungen

### Player of the Series
Als Player of the Series wurden der folgende Spielerinnen ausgezeichnet.
| Serie | Player of the Series |
| ----- | -------------------- |
| WT20  | Orla Prendergast     |

### Player of the Match
Als Player of the Match wurden die folgenden Spielerinnen ausgezeichnet.
| Spiel   | Player of the Match |
| ------- | ------------------- |
| 1. WT20 | Orla Prendergast    |
| 2. WT20 | Rebecca Stokell     |
| 3. WT20 | Muneeba Ali         |